# 1149 w polityce

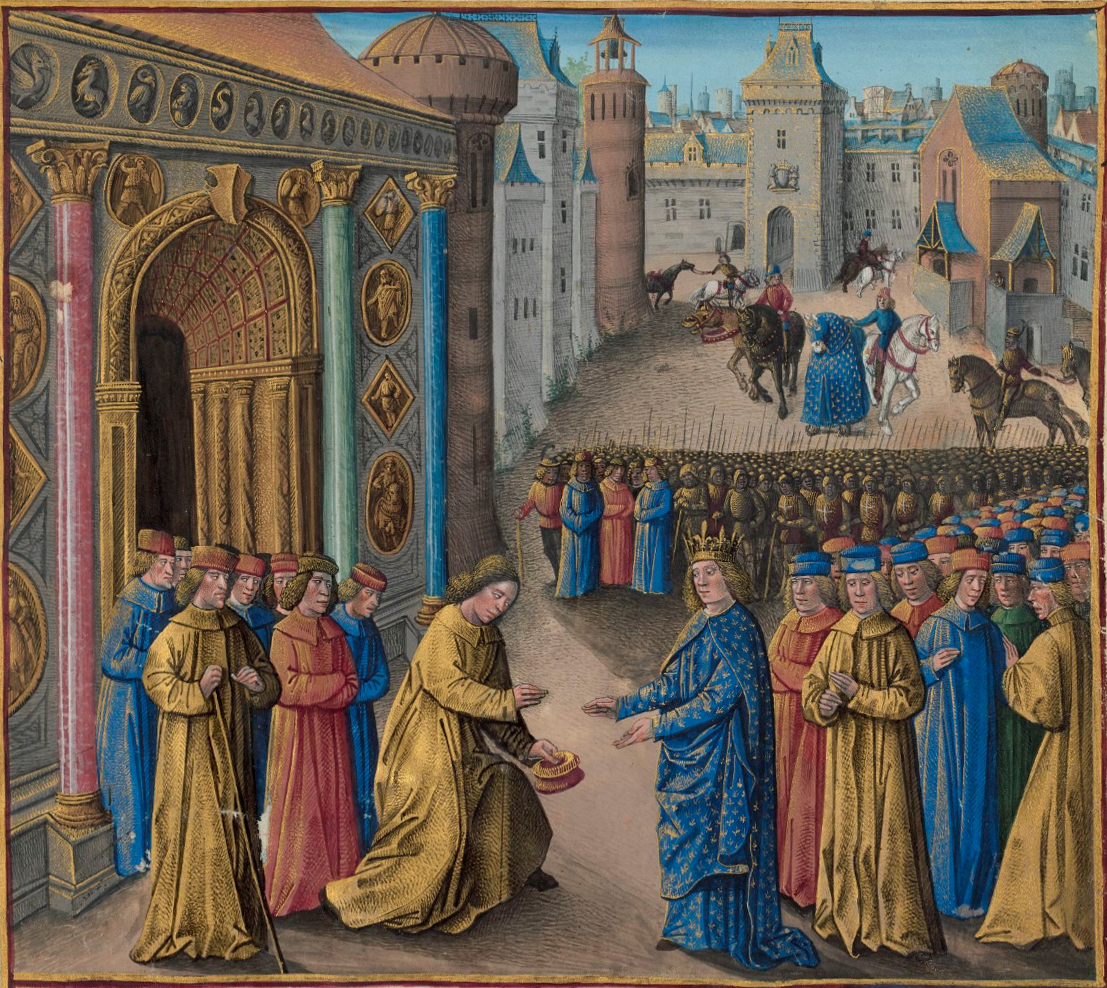
Rajmund z Poitiers

Wydarzenia polityczne w 1149 roku.

## Zmarli
- 29 czerwca Rajmund z Poitiers, książę Antiochii, zginął w Bitwie pod Inab[1].